# Komplexzahn-Gleithörnchen
Das Komplexzahn-Gleithörnchen (Trogopterus xanthipes) ist ein im Süden der Volksrepublik China lebendes Gleithörnchen, dessen Population, nach Angaben der roten Liste gefährdeter Arten, stark rückläufig ist.

## Merkmale
Seinen eigenartigen Namen hat es von der Bezahnung, die von der anderer Gleithörnchen abweicht. Insgesamt wurden fünf Arten der Gattung Trogopterus beschrieben, jedoch handelt es sich bei allen nach heutigen Erkenntnissen um dieselbe Art, das Komplexzahn-Gleithörnchen. Sehr eng verwandt ist das Haarfuß-Gleithörnchen, das manchmal ebenfalls zur Gattung Trogopterus gezählt wird. Äußerlich ist es allerdings vom Aussehen anderer Gleithörnchen wenig verschieden; das auffälligste Merkmal sind die schwarzen Haarbüschel an der Ohrbasis. Das Fell ist oberseits graubraun und unterseits weiß. Das Gesicht und der Schwanz haben einen rötlichen Schimmer. Die Kopfrumpflänge beträgt etwa 30 cm, hinzu kommt ein fast ebenso langer Schwanz.
Ihr besonderer Körperbau erlaubt es den Hörnchen im Gleitflug Strecken von bis zu 400 m zurück zu legen. So gelangen sie direkt von Baum zu Baum, ohne den Waldboden betreten zu müssen.

## Verbreitungsgebiet und Lebensraum
Beheimatet sind Komplexzahn-Gleithörnchen in den Mischwäldern der chinesischen Provinzen Hubei, Hunan, Guizhou, Sichuan und Yunnan, sowie in der Region Tibets. Hier bauen sie ihre Nester in Baumhöhlen, Klippen und Felsspalten, die im Schnitt 30 m über dem Erdboden gelegen sind. Ihr Habitat liegt in Höhenlagen von etwa von 1360 bis zu 2750 m. Der Verlust des natürlichen Lebensraumes ist die größte Bedrohung für die Spezies, die allerdings auch durch Jagd und Gefangennahme stark dezimiert wurde.

## Lebensweise
Tagsüber schlafen die Gleithörnchen in den Nestern; nachts verlassen sie diese und suchen nach Nüssen, Früchten und ihrer Hauptnahrung, frischem Eichenlaub. Die Gleichhörnchen sind in einem Alter von etwa 22 Monaten geschlechtsreif und bringen nach einer Tragzeit von knapp 3 Monaten ein bis vier Junge zur Welt.

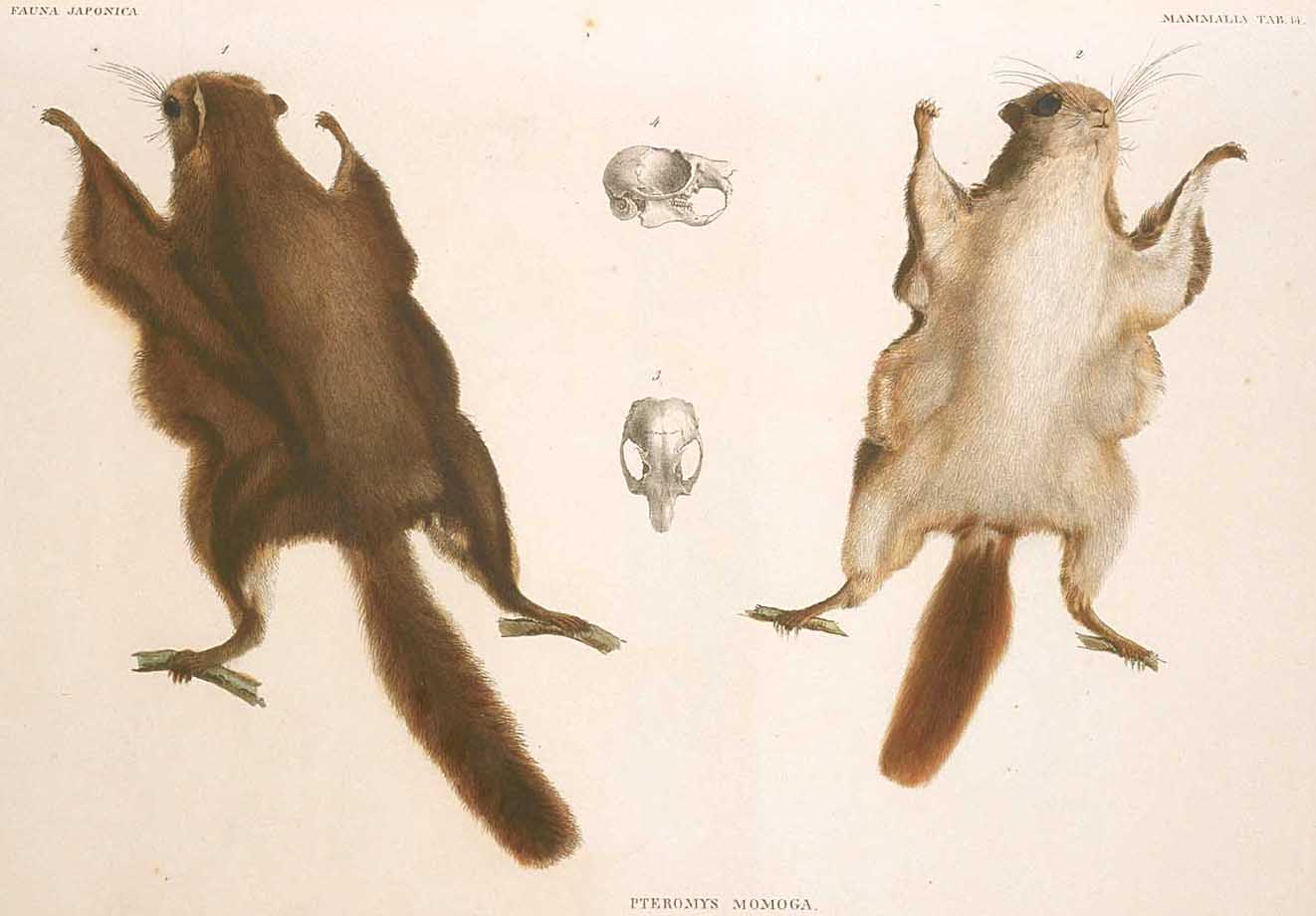
Wie beim Japanischen Gleithörnchen (oben), ist auch beim Komplexzahn-Gleithörnchen die Unterseite hell, während der Rücken dunkel gefärbt ist.
Aus: Philipp Franz von Siebold, Fauna Japonica (1833) Scan aus der Bücherei der Universität Kyōto

## Bedrohung und Schutz
Die IUCN listet das Komplexzahn-Gleithörnchen (bereits 2016) als gering gefährdete Art (near threatened). Neben der Zerstörung von Wäldern spielt vor allem die Bejagung für den Bestandsrückgang von fast 30 Prozent pro Jahrzehnt eine Rolle. In der Traditionellen Chinesischen Medizin gilt der Kot dieses Hörnchens als heilsam gegen Zwölffingerdarmgeschwüre, außerdem wird das Fleisch der Hörnchen von Einheimischen verzehrt. Medizinische Untersuchungen haben tatsächlich eine schmerzlindernde und die Blutzirkulation fördernde Wirkung festgestellt, allerdings werden die Gründe hierfür noch nicht verstanden. Die Gleithörnchen werden gefangen und in Käfigen gehalten, um einfacher an ihren Kot zu gelangen.
Wie viele andere Spezies, die im Süden Chinas beheimatet sind, profitiert das Gleithörnchen von den Schutzmaßnahmen für den großen Panda, die dazu führten, dass auch ihr Lebensraum mittlerweile geschützt ist. Rund um den bereits in das (1980 gegründete) Wolong-Naturreservat, wurde 2020 der Giant Panda National Park gegründet, der insgesamt 67 kleine Schutzgebiete miteinander verbindet. Das Naturschutzgebiet erstreckt sich über eine Fläche, die größer als Israel oder Sizilien ist (ca. 27.200 km²). Außer dem Gleithörnchen und dem Panda, profitieren zahlreiche weitere Arten, wie z. B. der Sibirische Tiger und die, mit den Meerkatzen verwandten, Goldstumpfnasen vom Schutz ihres Habitats.

## Medizinische Bedeutung und Erforschung
In der traditionellen chinesischen Medizin nutzte man den Exkrementen der Gleithörnchen als traditionelles Mittel zur Behandlung von Magengeschwüren im Bereich des Zwölffingerdarms. Mittlerweile wurden im Kot der Gleithörnchen vier bisher noch nie entdeckte aliphatische Kohlenwasserstoffverbindungen entdeckt, darunter zwei bisher unbekannte Fettalkohole, ein Fettsäureester und ein Lipid aus der Gruppe der Ceramide. Darüber hinaus konnten sieben Flavonoide entdeckt, drei davon enthalten Kaempferol und könnten gegen Thrombosen wirksam sein.

## Belege
1. ↑  Erlebnis Erde: Wildes China (2) – Im Reich der Pandas von Philip Jones 45 Min. Abgerufen am 31. März 2021.
2. 1 2  Trogopterus xanthipes in der Roten Liste gefährdeter Arten der IUCN 2020. Eingestellt von: C. Johnston,A.T. Smith, 2016. Abgerufen am 31. März 2021.
3. ↑  China forges ahead with ambitious national park plan (engl.) In: National Geographic. Abgerufen am 31. März 2021.
4. ↑  Nian-Yun Yang, Wei-Wei Tao, Jin-Ao Duan: Four new long-chain aliphatics from the feces of Trogopterus xanthipes. In: Journal of Asian Natural Products Research. Band 11, Nr. 12, 11. Dezember 2009, ISSN 1028-6020, S. 1032–1039, doi:10.1080/10286020903352518, PMID 20183273.
5. ↑  Nian-Yun Yang, Wei-Wei Tao, Jin-Ao Duan: Antithrombotic flavonoids from the faeces of Trogopterus xanthipes. In: Natural Product Research. Band 24, Nr. 19, 24. November 2010, ISSN 1478-6427, S. 1843–1849, doi:10.1080/14786419.2010.482057, PMID 21104530.